# Cantone di Riom-ès-Montagnes
Il Cantone di Riom-ès-Montagnes è una divisione amministrativa dell'arrondissement di Mauriac e dell'arrondissement di Saint-Flour.
A seguito della riforma approvata con decreto del 13 febbraio 2014, che ha avuto attuazione dopo le elezioni dipartimentali del 2015, è passato da 8 a 23 comuni.

## Composizione
Gli 8 comuni facenti parte prima della riforma del 2014 erano:
- Apchon
- Collandres
- Menet
- Riom-ès-Montagnes
- Saint-Étienne-de-Chomeil
- Saint-Hippolyte
- Trizac
- Valette

Dal 2015 i comuni appartenenti al cantone sono i seguenti 23:
- Apchon
- Auzers
- Chanterelle
- Collandres
- Condat
- Le Falgoux
- Lugarde
- Marcenat
- Marchastel
- Méallet
- Menet
- Montboudif
- Montgreleix
- Moussages
- Riom-ès-Montagnes
- Saint-Amandin
- Saint-Bonnet-de-Condat
- Saint-Étienne-de-Chomeil
- Saint-Hippolyte
- Saint-Vincent-de-Salers
- Trizac
- Valette
- Le Vaulmier